# Entedon arrabonicus
Entedon arrabonicus är en stekelart som beskrevs av Erdös 1954. Entedon arrabonicus ingår i släktet Entedon, och familjen finglanssteklar. Arten är reproducerande i Sverige.